# Like Smoke (Amy Winehouse)
Like Smoke è un singolo promozionale di Amy Winehouse in duetto con Nas, estratto dall'album postumo della cantante Lioness: Hidden Treasures, e pubblicato nel 2011.

## Descrizione
Il brano è stato inizialmente concepito come una canzone solista della cantante. Registrato in un primo momento nel maggio 2008, la traccia non venne mai completata prima della morte della cantante. 
Nel 2011, all'indomani della scomparsa della cantante, lo storico produttore Salaam Remi decise di completare il brano utilizzando la registrazione vocale incompleta della Winehouse. Per aggiungere un tocco finale, invitò il rapper Nas, con cui la cantante aveva sviluppato una sincera amicizia, a registrare la sua parte. Il rapper ha dichiarato che la collaborazione è stata "agrodolce", poiché, pur essendo grato di poter lavorare con l'amica, la sua assenza rendeva il progetto emotivamente complesso.